# Stenoheriades maroccanus
Stenoheriades maroccanus är en biart som först beskrevs av Raymond Benoist 1928.  Stenoheriades maroccanus ingår i släktet Stenoheriades och familjen buksamlarbin. Inga underarter finns listade i Catalogue of Life.